# Jonas Tjäder
Jonas Bo Erik Tjäder, född 9 maj 1985, är en svensk författare, illustratör och arkitekt.

## Biografi
Jonas Tjäder är född och uppvuxen i Jönköping men bor i Stockholm. Han utbildade sig till arkitekt i Göteborg och Delft och var med i den svenska indiepopgruppen I’m from Barcelona. Han arbetar på Tham Videgård Arkitekter. Jonas Tjäder debuterade 2021 med bilderboken Bokstavshusen, tillsammans med Maja Knochenhauer, som belönades med Elsa-Beskowplaketten. Boken har även omarbetats med nya byggnader och verser samt getts ut på andra språk.

### Familj
Jonas Tjäder är gift med författaren Maja Knochenhauer och har två barn.

## Priser och utmärkelser
- 2011 – Europan, hedersomnämnande för Gardenurbia
- 2012 – 1:a pris Wernstedtsskissen för Naturum Göta älv
- 2022 – Elsa Beskow-plaketten för Bokstavshusen